# Coleophora telonica
Coleophora telonica es una especie de mariposa del género Coleophora, familia Coleophoridae. Se encuentra en el sur de Francia.
Las larvas se alimentan de Alyssum spinosum. Se las encuentra en junio, cuando sus plantas huéspedes están formando nuevo follaje.